# Apamea iberica
Apamea iberica là một loài bướm đêm trong họ Noctuidae.